# WolfQuest
WolfQuest je 3D simulátor vyvinutý Minnesotskou Zoo a společností Eduweb. Ve hře se hráč ocitne v kůži vlka obecného v Yellowstonském národním parku. Hlavním smyslem hry je pomoci hráčům porozumět vlkům a roli, kterou hrají vlci v přírodě.
Vývoj hry byl původně financován z grantu od National Science Foundation, Best Buy, a dalších organizací a přispěvatelů, a hra byla distribuována zdarma pro počítače s Mac OS X a Microsoft Windows. V listopadu 2015 vydal Eduweb WolfQuest 2.7, vylepšenou a rozšířenou verzi hry, která již není zdarma. Ačkoli původní, stará verze hry zůstává nadále dostupná ke stažení, vývoj je zaměřen pouze na novou verzi WolfQuest 2.7.